# Chemikalienrecht (Schweiz)
Das Chemikalienrecht der Schweiz bezeichnet ein Rechtsgebiet, welches das objektive Recht der Gefahrstoffe beinhaltet.

## Rechtsquellen
Wichtigste Rechtsakte in der Schweiz sind:
- ChemG (Chemikaliengesetz) – Bundesgesetz über den Schutz vor gefährlichen Stoffen und Zubereitungen
- ChemV (Chemikalienverordnung) – Verordnung über den Schutz vor gefährlichen Stoffen und Zubereitungen
- ChemRRV (Chemikalien-Risikoreduktions-Verordnung) – Verordnung zur Reduktion von Risiken beim Umgang mit bestimmten besonders gefährlichen Stoffen

Weitere Gesetze und Verordnungen im Schweizer Chemikalienrecht umfassen:
- USG (Umweltschutzgesetz)
- GSchG (Gewässerschutzgesetz)
- LwG (Landwirtschaftsgesetz)
- LMG (Lebensmittelgesetz)
- PSMV (Pflanzenschutzmittelverordnung)
- VBP (Biozidprodukteverordnung) – Verordnung über das Inverkehrbringen von und den Umgang mit Biozidprodukten
- ChemPICV (PIC-Verordnung) – Verordnung zum Rotterdamer Übereinkommen über das Verfahren der vorherigen Zustimmung nach Inkenntnissetzung für bestimmte Chemikalien im internationalen Handel
- GLPV (Verordnung über die Gute Laborpraxis)
- ChemGebV (Chemikaliengebührenverordnung)
- VOCV – Verordnung über die Lenkungsabgabe auf flüchtigen organischen Verbindungen